# فدراسیون بسکتبال ایران
فدراسیون بسکتبال ایران (به انگلیسی: Iran Basketball Federation) نهاد حاکم در بسکتبال ایران می‌باشد که در سال ۱۳۲۴ تأسیس شده‌است و از سال ۱۹۴۷ عضو فدراسیون بین‌المللی بسکتبال نیز بوده‌است و همچنین عضو فیبا آسیا و از نهادهای مسئول سازماندهی تیم ملی بسکتبال ایران می‌باشد.

## رؤسای فدراسیون
- کمال مشحون (۱۳۵۶–۱۳۵۷)
- محمود مشحون (۱۳۵۸–۱۳۵۹)
- علی مقدسیان (۱۳۵۹–۱۳۶۴)
- ناصر بیگلری (۱۳۶۴–۱۳۶۸)
- محمود مشحون (۱۳۶۸–۱۳۷۳)
- مهرداد آگین (۱۳۷۳–۱۳۷۶)
- علی غضنفری (۱۳۷۶–۱۳۸۱)
- محمود مشحون (۱۳۸۱–۱۳۹۶)
- نصرالله پریچهره (سرپرست) (۱۳۹۶)
- رامین طباطبایی (۱۳۹۶–۱۴۰۰) [۱]
- مهیار عسگریان (سرپرست) (۱۴۰۰)
- جواد داوری (۱۴۰۰–اکنون)[۲]

## مسابقات

### مسابقات داخلی
فدراسیون بسکتبال، برگزار کننده مسابقات داخلی در زمینه بسکتبال در ایران می‌باشد. مهم‌ترین مسابقات داخلی در ایران، لیگ برتر بسکتبال مردان و لیگ برتر بسکتبال زنان ایران است. همچنین مسابقات باشگاهی، در رده‌های پایین‌تر (دسته یک و دسته دو) از جمله دیگر مسابقات برگزار شده توسط فدراسیون بسکتبال ایران می‌باشد.

### مسابقات بین‌المللی
تیم ملی بسکتبال مردان ایران، علاوه بر مسابقات قاره‌ای (مسابقات قهرمانی آسیا و بازی‌های آسیایی)، در بازی‌های المپیک و جام جهانی نیز حضور داشته‌است. بهترین عنوان ایران در مسابقات بین‌المللی، قهرمانی در مسابقات قهرمانی بسکتبال آسیا می‌باشد.
در رده زنان، به علت ممنوعیت حجاب در مسابقات بین‌المللی، تیم ملی ایران پس از انقلاب اسلامی ایران، اجازه حضور در هیچ مسابقه بین‌المللی را نداشته‌است. پیش از انقلاب، این تیم یک بار در بازی‌های آسیایی (۱۹۷۴، پنجم) و یک بار در مسابقات قهرمانی آسیا (۱۹۷۴، چهارم) شرکت کرده‌است.

#### فهرست عنوان‌های ایران در مسابقات بین‌المللی
بهترین مقام‌های به دست آمده توسط تیم ملی بسکتبال ایران به شرح زیر است:
- مسابقات قهرمانی بسکتبال آسیا: قهرمان (۲۰۰۷٬۲۰۰۹،۲۰۱۳)
- بازی‌های آسیایی: دوم (۲۰۱۴)، سوم (۲۰۰۶، ۲۰۱۰)
- بازی‌های المپیک: یازدهم (۲۰۰۸)
- جام جهانی بسکتبال: هفدهم (۲۰۱۰)، بیستم (۲۰۱۴)